# Kjetil Jamte
Kjetil Jemte (em sueco: Kettil Jamte; em norueguês: Kjetil Jamte) ou Kjetil Anundson, foi um caudilho víquingue de Sparbu em Nord-Trøndelag, Noruega no século VIII e o primeiro colonizador conhecido de Jämtland, Suécia. 
Quando o seu pai, o jarl Anund marchou para a guerra, deixou Kjetil encarregado das suas terras em Sparbu. Eram periodos de grande instabilidade e de constantes conflitos entre caudilhos que pretendiam governar a Noruega através da força. Kjetil cresceu interrogando-se a si mesmo sobre qual a necessidade de a guerra existir, perguntando-se sobre a existência de um lugar onde a paz reinasse, e colocou este dilema para com os seus amigos e vizinhos que não viam outra solução para além de procurar lugares para além das montanhas que não estivessem ao alcance dos conflitos armados. Tomaram então uma difícil decisão, apesar de relutantes, decidiram avançar. Após uma longa viagem, encontraram um vale (nórdico antigo: jämt que significa plano) ao qual lhe deram o nome de Jämtland (terra plana). Kjetil adoptou o apelido da terra, Jämte, e ali o seu povo cresceu e prosperou. Jämtland tornou-se um lugar conhecido no mundo inteiro (naquele tempo, a Escandinávia era o mundo) vivendo em paz por mais de cem anos.
Kjetil e a história de Jämtland é mencionada na Saga de Haquino, o Bom (cap. 12), saga de Harald Hårfager (cap. 19), saga Eyrbyggja (cap.1-3), saga de Egil (cap. 4), saga de Laxdœla (cap. 3), Óláfs saga helga (cap. 147) e Landnámabók (livro dos assentamentos).